# 저스트 코즈 4
저스트 코즈 4(Just Cause 4)는 아발란체 스튜디오가 개발하고 스퀘어 에닉스의 유럽 지사가 배급한 2018년 액션 어드벤처 게임이다. 저스트 코즈 시리즈 중 4번째 게임이자 2015년의 저스트 코즈 3의 후속작이며 마이크로소프트 윈도우, 플레이스테이션 4, 엑스박스 원용으로 2018년 12월 4일 출시되었다. 게임 속 플레이어 주인공의 이름은 리코 로드리게즈(Rico Rodríguez)이며 세계 최대의 민간 군사 기업 더 블랙 핸드(The Black Hand)를 처치하기 위해 가공의 국가 솔리스(Solís)에 도착한다. 이 게임은 새로운 버전의 아발란체의 에이펙스(Apex) 게임 엔진을 사용한다. 이 신기술을 통해 게임은 눈보라, 모래폭풍, 토네이도 등 다양하고 극심한 기상효과를 낼 수 있다. 출시 후 엇갈린 평가를 받았다.

## 평가
| 통합 점수      | 통합 점수                           |
| 통합사         | 점수                                |
| -------------- | ----------------------------------- |
| 메타크리틱     | PC: 68/100 PS4: 65/100 XONE: 70/100 |
| 평론 점수      |                                     |
| 평론사         | 점수                                |
| 게임 인포머    | 8/10                                |
| 게임스팟       | 6/10                                |
| IGN            | 7.9/10                              |
| PC 게이머 (US) | 73/100                              |
| PCGamesN       | 7/10                                |

| 위키데이터에서 편집하기 |
| ----------------------- |